# Draft Day
Draft Day (Verweistitel Draft Day – Tag der Entscheidung) ist ein US-amerikanisches Football-Drama aus dem Jahr 2014 mit Kevin Costner in der Hauptrolle. Regie führte Ivan Reitman, das Drehbuch schrieben Scott Rothman und Raijv Joseph.

## Handlung
Am Morgen des NFL Draft Day 2014 erhandelt sich der General Manager der Cleveland Browns, Sonny Weaver Jr., den ersten Pick von den Seattle Seahawks. Vorgeblich, um einen neuen Star-Quarterback zu verpflichten, gibt er die Erstrundenpicks der kommenden drei Jahre auf, was selbst für einen hochgehandelten Spieler seiner Klasse ein hoher Preis ist. Kurz zuvor hat er von der Schwangerschaft seiner Freundin Ali erfahren, die ebenfalls für die Browns arbeitet. Im Verlauf des Tages muss er sich sowohl mit seiner frühmorgendlichen Entscheidung, als auch mit seinen privaten Problemen herumschlagen. Zudem wird er von Teambesitzer Molina aufgrund der chronischen Erfolglosigkeit unter Druck gesetzt. Er droht Weaver unterschwellig mit dem Rauswurf, falls dieser im kommenden Draft keinen Star-Quarterback für das Team an Land zieht.
Während die meisten Scouts des Teams Weaver für den vermeintlichen Coup feiern, ist Trainer Penn, der mit den Dallas Cowboys bereits den Super Bowl gewonnen hat, erzürnt über den Handel und droht Weaver mit der eigenen Kündigung. Er sieht die gesamte Zukunft des Teams gefährdet und möchte lieber mit dem aktuellen Quarterback Brian Drew arbeiten und vielversprechende Talente der nächsten Drafts einbauen, anstatt auf eine ungewisse Zukunft mit dem Rookie Bo Callahan zu setzen, von dem alle erwarten, dass er als Gesamterster gewählt wird. Weaver fordert ihn auf, seine Kündigung bis zum Ende des Tages zu überdenken und weist die Scouts an, nach Callahans Schwächen zu suchen, um herauszufinden, weshalb die Seahawks ihn für drei Erstrundenpicks „verkauften“. Die Scouts finden jedoch, abgesehen von einigen Charakterschwächen, keinen gravierenden sportlichen Makel an Callahan. Obwohl er Kapitän seiner College-Mannschaft gewesen war, kam keiner seiner damaligen Mitspieler zu seinem 21. Geburtstag. Weaver vermutet daher charakterliche Probleme im Umgang mit Mannschaftskollegen und einhergehend seine fehlende Teamfähigkeit, geht aber trotzdem davon aus, dass die Seahawks weiterhin an Callahan interessiert sind, da ihnen diese Information höchstwahrscheinlich nicht zur Verfügung steht. Der aktuelle Spielmacher Brian Drew, der sich nach Knieproblemen wieder an sein Leistungslimit heranarbeitet, verlangt ebenfalls einen Trade, falls Cleveland ihm einen anderen Quarterback vor die Nase setzt und randaliert in Weavers Büro. Gleichzeitig bemüht sich der Middle Linebacker Vontae Mack um die Gunst von Weaver, der sich durchaus interessiert zeigt. Mack weist zu Recht darauf hin, dass er Callahan in seiner College-Zeit mehrfach sacken konnte. Als eine undichte Stelle den Erhalt des Erstrundenpicks an die Medien weitergibt, löst dies in der Sportwelt schnell Diskussionen aus. Jetzt wird von den Browns landesweit erwartet, Callahan zu draften. Mack reagiert mit einem ungehaltenen Tweet auf diese Information, da er selbst mit einem Pick an der (ursprünglich für die Browns vorgesehenen) siebten Stelle geliebäugelt hatte.
Sonnys Mutter Barb Weaver kommt zu allem Überfluss mit der Urne von Sonnys Vater gemeinsam mit Weavers Ex-Frau zum Vereinsgelände. Sie möchte die Asche auf dem Trainingsfeld, das nach dem ehemaligen Trainer benannt ist, verstreuen und bittet ihn, vorbereitete Zeilen zu verlesen. Sonny Jr. hatte seinen eigenen Vater als Trainer entlassen, da er um dessen Gesundheit besorgt war. In der Hektik des Draft Days verweigert er die Zeremonie, sodass Weavers Mutter gemeinsam mit einigen Club-Mitgliedern dem ehemaligen Coach ohne dessen Sohn die letzte Ehre erweisen.
Als der eigentliche Draft beginnt, pickt Weaver zur Überraschung aller Beteiligten Vontae Mack anstelle des favorisierten Callahan als Gesamtersten. Damit hat Weaver zunächst einen vorgeblich sehr schlechten Handel gemacht, da er für denselben Spieler, den er möglicherweise ohnehin verpflichten wollte, drei sehr wertvolle Erstrundenpicks weggegeben hatte und sieht nun seiner Kündigung entgegen. Teambesitzer Anthony Molina, der mit einem extra für Callahan designten Trikot zum Draft geflogen ist, kündigt wutentbrannt die Rückkehr nach Cleveland an, um Weaver zur Rede zustellen. Weil Callahan in der Fachwelt klar als „First Overall Pick“ gehandelt wurde, sind die folgenden Teams nun verunsichert, lassen ihrerseits die Chance auf Callahan verstreichen und entscheiden sich ebenfalls zur Verwunderung der Fachleute für andere Spieler. Callahan, nach seinem Selbstverständnis der beste Spieler seines Jahrgangs, will angesichts dieses Affronts die Veranstaltung verlassen, wird aber gerade noch von seinem Agenten zum Bleiben bewegt. Kurz darauf erhandelt sich Weaver im Austausch gegen die Zweitrundenpicks der kommenden drei Jahre auch noch den sechsten Pick der ersten Runde vom unerfahrenen General Manager der Jacksonville Jaguars. Da er nun direkt vor den Seahawks auswählen darf und ihnen Callahan doch noch wegschnappen könnte, bietet er diesen im Austausch von den bereits verlorenen geglaubten drei Erstrundenpicks an. Da sich deren General Manager von Fans mächtig unter Druck gesetzt sieht, einen Franchise Quarterback präsentieren zu müssen, willigt dieser ein und akzeptiert sogar noch den Wechsel eines erfahrenen Punt Returners zu den Browns. Der eingetroffene Molina erweist Weaver angesichts seiner risikoreichen aber erfolgreichen Trades seinen Respekt. Des Weiteren macht Weaver endlich die Beziehung zu Ali öffentlich. In der Schlussszene öffnet Ali einen handgeschriebenen Notizzettel, den Weaver am Morgen noch zuhause geschrieben und zusammengefaltet hatte mit den Worten „Vontae Mack. No matter what“ (zu deutsch: „Vontae Mack. Komme was wolle“).

## Hintergrund
US-Kinostart war am 11. April 2014. Zahlreiche Akteure der NFL, darunter der NFL Commissioner Roger Goodell, porträtieren sich selbst.

## Synchronisation
Synchronisiert wurde der Film durch die Studio Hamburg Synchron GmbH nach einem Dialogbuch von Sascha Draeger, der auch Regie führte.
| Rolle            | Darsteller/in      | Deutsche Synchronstimme |
| ---------------- | ------------------ | ----------------------- |
| Sonny Weaver Jr. | Kevin Costner      | Frank Glaubrecht        |
| Ali              | Jennifer Garner    | Dorette Hugo            |
| Coach Penn       | Denis Leary        | Torsten Michaelis       |
| Angie            | Rosanna Arquette   | Marion von Stengel      |
| Anthony Molina   | Frank Langella     | Michael Prelle          |
| Barb Weaver      | Ellen Burstyn      | Marianne Bernhardt      |
| Bo Callahan      | Josh Pence         | Sascha Rotermund        |
| Brian Drew       | Tom Welling        | Timmo Niesner           |
| Chris Berman     | Chris Berman       | Bernd Stephan           |
| Chris Crawford   | Sean Combs         | Clemens Gerhard         |
| Coach Moore      | Sam Elliott        | Wolf Frass              |
| Earl Jennings    | Terry Crews        | Tobias Kluckert         |
| Jeff Carson      | Pat Healy          | Robert Kotulla          |
| Ralph Mowry      | W. Earl Brown      | Jürgen Holdorf          |
| Rick             | Griffin Newman     | Jesse Grimm             |
| Thompson         | David Ramsey       | Tobias Schmidt          |
| Tom Michaels     | Patrick St. Esprit | Eberhard Haar           |
| Vontae Mack      | Chadwick Boseman   | Jan-David Rönfeldt      |
| Walt Gordon      | Chi McBride        | Ben Hecker              |

## Kritik
Filmdienst lobt Draft Day als „energievoll inszeniertes Sportmelodram“, das „dank des ideal besetzten Hauptdarstellers ein[en] unterhaltsame[n] Blick hinter die Kulissen des US-amerikanischen Football-Rummels“ bietet.

## Trivia
- Nebendarsteller Tom Welling ließ sich seinen Football-Helm von Kevin Costner signieren und durfte ihn mit nach Hause nehmen.[4]